# Кубок Хорватии по волейболу среди женщин
Кубок Хорватии по волейболу среди женщин — ежегодное соревнование женских волейбольных команд Чехии. Проводится с 1993 года.

## Формула соревнований
Соревнования проходят по системе плей-офф («осень-весна»). Победители полуфинальных матчей в финале определяют обладателя Кубка. В финале розыгрыша 2024/25 «Рибола-Каштела» победила «Младост» 3:1.

## Победители
- 1993 «Младост» Загреб
- 1994 «Младост» Загреб
- 1995 «Младост» Загреб
- 1996 «Дубровник»
- 1997 «Дубровник»
- 1998 «Риека»
- 1999 «Риека»
- 2000 «Риека»
- 2001 «Каштела» Каштел Стари
- 2002 «Младост» Загреб
- 2003 «Тифон-Азена» Велика-Горица
- 2004 «Младост» Загреб
- 2005 «Риека»
- 2006 «Риека»
- 2007 «Риека»
- 2008 «Риека»
- 2009 «Риека»
- 2010 «Вуковар»
- 2011 «Вуковар»
- 2012 «Риека»
- 2013 «Пореч»
- 2014 «Младост» Загреб
- 2015 «Младост» Загреб
- 2016 «Марина-Каштела» Каштел Гомилица
- 2017 турнир не проводился
- 2018 «Младост» Загреб
- 2019 «Младост» Загреб
- 2020 «Младост» Загреб
- 2021 «Младост» Загреб
- 2022 «Марина-Каштела» Каштел Гомилица
- 2023 «Младост» Загреб
- 2024 «Младост» Загреб
- 2025 «Рибола-Каштела» Каштел Лукшич

## Источник
- Волейбол. Энциклопедия/Сост. В. Л. Свиридов. Москва: Издательства «Человек» и «Спорт» — 2016.